# Rye and Camber Tramway

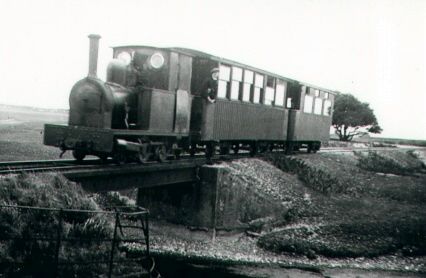
Rye and Camber Tramway – Die Lokomotive 'Victoria' überquert mit einem Zug die 'Broadwater Bridge' (1914)

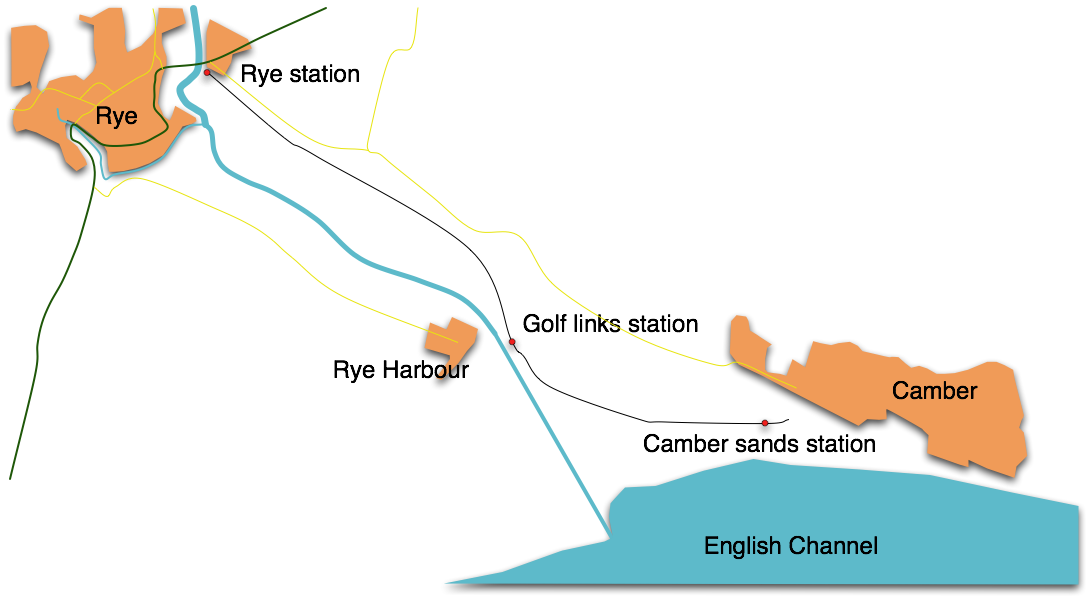
Verlauf der Rye and Camber Tramway

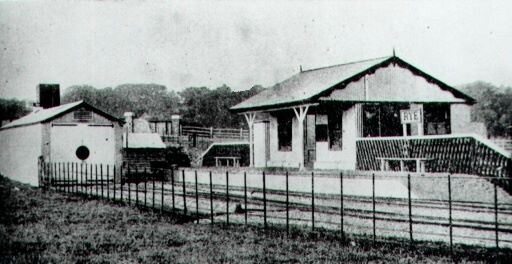
Erster Bahnhof von Rye (1895)

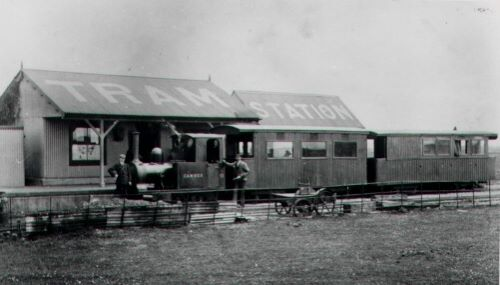
Zweiter Bahnhof von Rye (nach 1910)

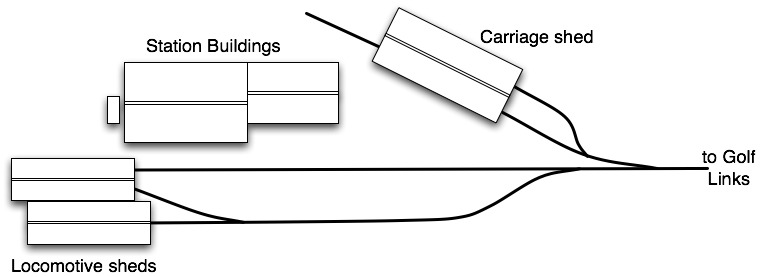
Bahnhof von Rye

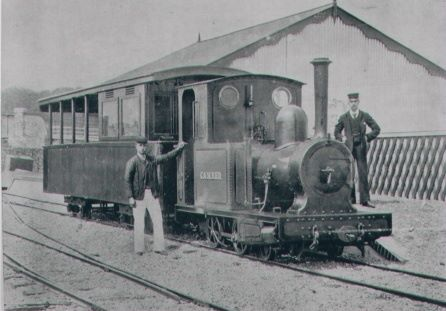
Die Lokomotive 'Camber' in Rye mit dem Bagnall-Wagen (1895)

Die Rye and Camber Tramway war eine Schmalspurbahn zwischen Rye und Camber in East Sussex, England. Sie hatte ein Streckenlänge von 2,8 km in der in Großbritannien seltenen Spurweite von 914 mm (3 ft). Sie war von 1895 bis 1939 in Betrieb und führte von Rye an die Küste. Es gab drei Bahnhöfe: Rye, Golf Links und Camber Sands.

## Geschichte
Die Bahnstrecke wurde zwischen Januar und Juli 1895 ausschließlich auf Privatgrund errichtet. Sie wurde von dem Ingenieursdienstleister Holman F. Stephens geplant, der im gesamten Land lokale Eisenbahnlinien baute und betrieb.
Die Bahnlinie wurde ursprünglich gebaut, um Golfspieler zum Rye Golf Club zu bringen und verlief anfangs vom Bahnhof Rye zum Golfclub. 1908 wurde sie zum Bahnhof Camber Sands verlängert, und die Zwischenstation in Golf Links umbenannt. Der Endbahnhof in Camber wurde an eine besser zugängliche Stelle verlegt und im Sommer wurde ein Kiosk eröffnet, der aber nur für ein paar Monate bis zum Kriegsanfang betrieben wurde.
Die Bahn war anfangs profitabel, bekam aber zunehmend Konkurrenz durch den Auto- und Busverkehr, was wie bei vielen Nebenbahnen zu einem wirtschaftlichen Abschwung führte. Der Personenbetrieb wurde beim Ausbruch des Zweiten Weltkrieges eingestellt, aber die Bahnlinie wurde während des Krieges von der Regierung intensiv für den Gütertransport für die Operation PLUTO (Pipe Line Under The Ocean) genutzt, für die von kanadischen Truppen ein eigenes Abzweiggleis zu einem neuen Pier beim Bahnhof Golf Links errichtet wurde.
Die Bahnlinie war am Ende des Krieges in einem so heruntergekommenen Zustand, dass sie 1947 zum Schrottwert verkauft wurde. The Rye & Camber Tramways Co Ltd wurde 1949 liquidiert.

## Rollmaterial

### Lokomotiven
Es gab anfangs zwei Dampflokomotiven von W.G. Bagnall mit den Namen „Camber“ und „Victoria“, aber später wurde ausschließlich eine Diesellok eingesetzt.
| Name     | Hersteller                | Bauart       | Datum | Werknummer | Zylinder                       | Radstand                | Kesseldruck            | Bemerkungen                                                                     |
| -------- | ------------------------- | ------------ | ----- | ---------- | ------------------------------ | ----------------------- | ---------------------- | ------------------------------------------------------------------------------- |
| Camber   | W.G. Bagnall              | 1'B (2-4-0T) | 1895  | 1461       | 127 mm × 229 mm (5 in × 9 in)  | 1 676,4 mm (5 ft 6 in)  | 9,6 bar (140 lb/sq in) | 1947 in Rye verschrottet                                                        |
| Victoria | W.G. Bagnall              | 1'B (2-4-0T) | 1897  | 1511       | 152 mm × 140 mm (6 in × 10 in) | 1 968,5 mm (6 ft 5½ in) | 9,6 bar (140 lb/sq in) | 1937 verkauft                                                                   |
|          | Kent Construction Company | 4wPM         | 1924  | 1364       |                                |                         |                        | Auf der Simplex-Konstruktion von Motor Rail basierend. Im Oktober 1946 verkauft |

### Wagen
Es gab zwei geschlossene Personenwagen und mehrere an Ort und Stelle gebaute zweiachsige Loren, mit denen Sand vom Strand zu den ortsansässigen Bauunternehmern transportiert wurde. Dafür wurden mehrere provisorische Abzweigungen gebaut, und die abgetragenen Dünen sind heute noch erkennbar.
Mehrere Überreste, einschließlich des Rahmens und der Drehgestelle von einem der Personenwagen können im Colonel Stephens Museum in Tenterden besichtigt werden.

## Infrastruktur
Der Bahnhof Golf Links hat die Zeit nahezu unversehrt überdauert. Es gibt sogar noch in Beton eingelassene Gleisreste, aus der Zeit, als das Gleis auch als Straße benutzt wurde. Auf dem größten Teil der ehemaligen Gleisbetts verläuft heute ein Fußweg, aber ein kurzer Abschnitt wurde durch ein Kieswerk unterbrochen.

## Trivia
Die Bahnlinie spielt in mehreren Werken des in Rye ansässigen Schriftstellers Edward Frederic Benson eine Rolle.